# Coelospermum crassifolium
Coelospermum crassifolium är en måreväxtart som beskrevs av Jan Thomas Johansson. Coelospermum crassifolium ingår i släktet Coelospermum och familjen måreväxter. Inga underarter finns listade i Catalogue of Life.